# Piekoszów (gromada)
Piekoszów – dawna gromada, czyli najmniejsza jednostka podziału terytorialnego Polskiej Rzeczypospolitej Ludowej w latach 1954–1972.
Gromady, z gromadzkimi radami narodowymi (GRN) jako organami władzy najniższego stopnia na wsi, funkcjonowały od reformy reorganizującej administrację wiejską przeprowadzonej jesienią 1954 do momentu ich zniesienia z dniem 1 stycznia 1973, tym samym wypierając organizację gminną w latach 1954–1972.
Gromadę Piekoszów z siedzibą GRN w Piekoszowie utworzono – jako jedną z 8759 gromad na obszarze Polski – w powiecie kieleckim w woj. kieleckim, na mocy uchwały nr 13c/54 WRN w Kielcach z dnia 29 września 1954. W skład jednostki weszły obszary dotychczasowych gromad Piekoszów, Podzamcze, Micigózd i Wincentów ze zniesionej gminy Piekoszów w tymże powiecie. Dla gromady ustalono 25 członków gromadzkiej rady narodowej.
1 stycznia 1959 do gromady Piekoszów przyłączono wieś Rykoszyn i kolonię Rykoszyn ze zniesionej gromady Rykoszyn w tymże powiecie.
31 grudnia 1959 do gromady Piekoszów przyłączono wsie Łosień, Łosienek, Podłosień i Łubno, kolonie Brzeziny Duże, Łubno i Szczepanów oraz osadę młyńską Józefin ze zniesionej gromady Łosień w tymże powiecie.
31 grudnia 1961 do gromady Piekoszów przyłączono wieś i kolonię Brynica, kolonię Zwierzyniec Freja oraz osadę młyńską Wymysłów ze zniesionej gromady Chełmce oraz wsie Łaziska i Szczukowice oraz kolonię Okrąglica ze zniesionej gromady Jaworznia.
1 stycznia 1966 do gromady Piekoszów przyłączono wieś Szczukowskie Górki ze znoszonej gromady Białogon (przemianowanej jednocześnie na gromada Jaworznia).
Gromada przetrwała do końca 1972 roku, czyli do kolejnej reformy gminnej. 1 stycznia 1973 reaktywowano gminę Piekoszów.